# Physostelma
Physostelma là chi thực vật có hoa trong họ Apocynaceae.

## Hình ảnh

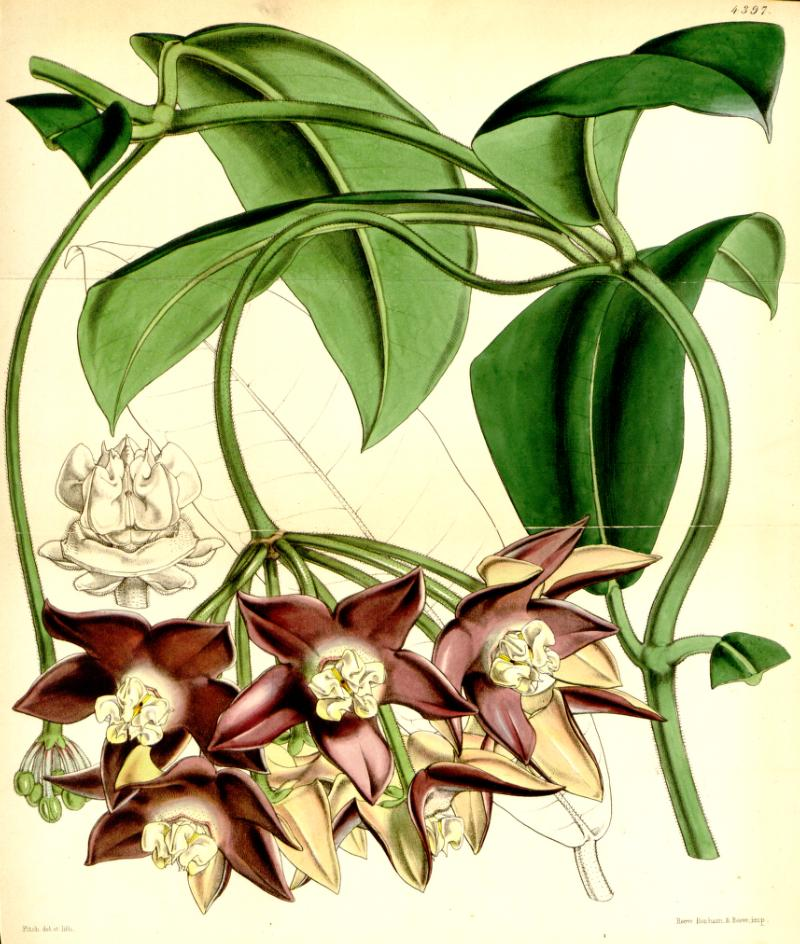